# Mobilmachungsdivisionen (NVA)
Die Mobilmachungsdivisionen waren Großverbände der Nationalen Volksarmee der DDR, deren Aufstellung im Fall der Mobilmachung vorgesehen war.

## Geschichte

### Aufstellung
Für die Landstreitkräfte der Nationalen Volksarmee war für den Kriegsfall die Aufstellung von fünf Mobilmachungsdivisionen vorgesehen. Es war geplant, nach Auslösung der Mobilmachung innerhalb von 48 Stunden die Mobilmachungsdivisionen, drei im Militärbezirk III (3. Armee) und zwei im Militärbezirk V (5. Armee), aufzustellen. Zur Erfüllung von Gefechtsaufgaben hätten die Divisionen – mit Einschränkungen – nach etwa 72 Stunden bereitgestanden. Die Mobilmachungsdivisionen sollten als motorisierte Schützendivisionen aufgestellt werden.
Basis für die Aufstellung der Mobilmachungsdivisionen waren die Ausbildungszentren (bis 1. Dezember 1986 Unteroffiziersschulen) und die zugeordneten Komplexlager. Die Ausbildungszentren dienten der Ausbildung von Unteroffizieren auch für die aktive Truppe und Reservisten. Sie waren bereits in Divisionsgliederung strukturiert. Der Kommandeur des Ausbildungszentrums war zugleich als Divisionskommandeur und die Leiter der Fachbereiche zugleich als Regiments- bzw. Bataillonskommandeure vorgesehen. In den Komplexlagern waren die Fahrzeuge, Waffen und Ausrüstung der jeweiligen Mobilmachungsdivision eingelagert. Die Bestände in den Komplexlagern wurden regelmäßig kontrolliert und bei Notwendigkeit ausgetauscht (z. B. Munition). 30 Prozent der etwa 5.600 Tonnen Munition und Sprengstoff einer Division befanden sich schon in den Gefechtsfahrzeugen.
Die 19. motorisierte Schützendivision bzw. das Ausbildungszentrum 19 unterschied sich von den anderen Ausbildungszentren der NVA insofern, als alle anderen Ausbildungszentren vollständig mobil zu machende Verbände waren, während die Truppenteile und Einheiten des Ausbildungszentrum 19 bereits im Frieden teilaktiv vorhanden waren.
Die Gliederung der Mobilmachungsdivisionen entsprach weitestgehend der Gliederung der aktiven motorisierten Schützendivisionen.
Die Aufstellung der Verbände bei ihrer Entstehung erfolgte für:
- das Ausbildungszentrum 6 am 27. November 1958 als Ausbildungsregiment-3[3]
- das Ausbildungszentrum 10 am 27. November 1958 als Ausbildungsregiment-5[4]
- das Ausbildungszentrum 17 am 1. Mai 1961 als Ausbildungsregiment-7[5]
- das Ausbildungszentrum 19 am 1. Dezember 1981 als Ausbildungszentrum 15[6]
- das Ausbildungszentrum 20 am 1. Dezember 1974 als Unteroffiziersschule III[7]

### Auflösung
Am 3. Oktober 1990 wurde die NVA in die Bundeswehr integriert und die einzelnen Truppenteile unter den Befehl des Bundeswehrkommando Ost gestellt.

## Aufstellung bei Mobilmachung
Im Falle der Mobilmachung war die Aufstellung der Divisionen wie folgt vorgesehen:
Für den Militärbezirk III (3. Armee)
- die 6. motorisierte Schützendivision auf Basis des Ausbildungszentrums 6 (ehemals Unteroffiziersschule I) „Rudolf Egelhofer“ (Weißkeißel) und des Komplexlagers 43 (Droben) bei Königswartha.[8]
- die 10. motorisierte Schützendivision auf Basis des Ausbildungszentrums 10 (ehemals Unteroffiziersschule IV) „Paul Fröhlich“ (Schneeberg) und des Komplexlagers 23 (Hirschfeld) bei Zwickau.[8]
- die 17. motorisierte Schützendivision auf Basis des Ausbildungszentrums 17  (ehemals Unteroffiziersschule II) „Kurt Bennewitz“ (Delitzsch) und des Komplexlagers 13 in Torgau.[8]

Für den Militärbezirk V (5. Armee)
- die 19. motorisierte Schützendivision auf Basis des Ausbildungszentrums 19 (ehemals Ausbildungszentrum 15) „Carl Clausewitz“ (Burg) in Wulkow[8] und des Komplexlagers 25 in Grimme bei Zerbst.[9]
- die 20. motorisierte Schützendivision auf Basis des Ausbildungszentrums 20 (ehemals Unteroffiziersschule III) „Max Matern“ (Karpin) und des Komplexlagers 15 (Relzow) in Bredenfelde.[8]

## Ausrüstung

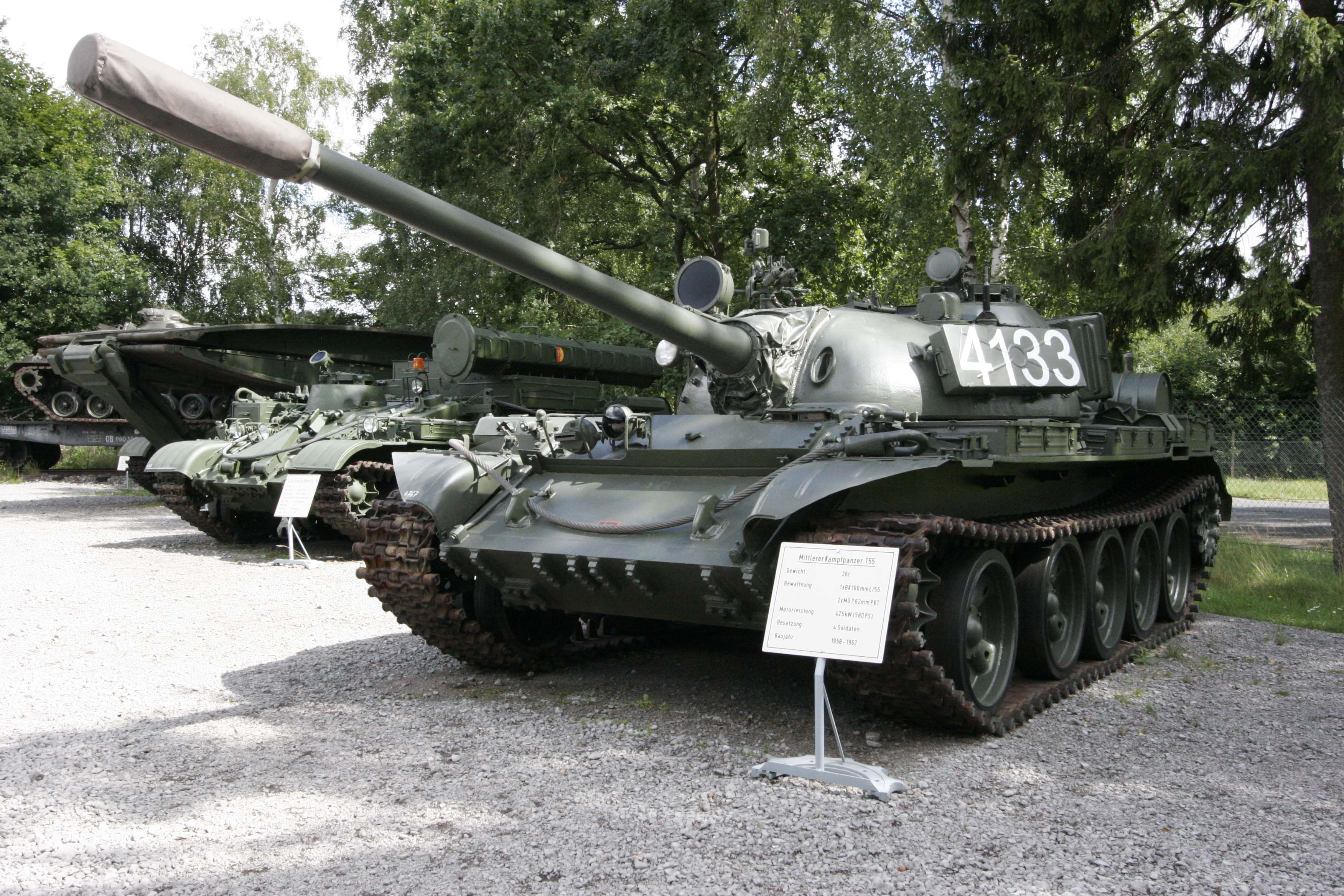
T-55-Panzer der NVA

Stand: 1987
| Bezeichnung                               | Soll Krieg                       | Soll Frieden                     | Ist (1987)                       |
| 6. motorisierte Schützendivision          | 6. motorisierte Schützendivision | 6. motorisierte Schützendivision | 6. motorisierte Schützendivision |
| ----------------------------------------- | -------------------------------- | -------------------------------- | -------------------------------- |
| Startrampe 9P113 (Luna M)                 | 4                                | 2                                | 4                                |
| Mittlere Panzer T 55                      | 214                              | 50                               | 214                              |
| Schützenpanzer BMP                        | 31                               | 31                               | 31                               |
| Schützenpanzerwagen 70/60P/152W1/PSH/50PK | 333                              | 2                                | 129                              |
| Geschütze und Geschoßwerfer               | 126                              | 2                                | 126                              |
| Brückenlegepanzer                         | 13                               | 6                                | 13                               |
| 10. motorisierte Schützendivision         |                                  |                                  |                                  |
| Startrampe 9P113 (Luna M)                 | 4                                | 4                                | 4                                |
| Mittlere Panzer T 55                      | 214                              | 25                               | 214                              |
| Schützenpanzerwagen 70/60P/152W1/PSH/50PK | 368                              | 27                               | 364                              |
| Geschütze und Geschoßwerfer               | 124                              | 12                               | 124                              |
| Brückenlegepanzer                         | 13                               | –                                | 13                               |
| 17. motorisierte Schützendivision         |                                  |                                  |                                  |
| Startrampe 9P113 (Luna M)                 | 4                                | 2                                | 4                                |
| Mittlere Panzer T 55                      | 214                              | 42                               | 103                              |
| Mittlere Panzer T 54                      | –                                | –                                | 111                              |
| Schützenpanzerwagen 70/60P/152W1/PSH/50PK | 368                              | 30                               | 189                              |
| Geschütze und Geschoßwerfer               | 126                              | –                                | 126                              |
| Brückenlegepanzer                         | 13                               | –                                | 13                               |
| 19. motorisierte Schützendivision         |                                  |                                  |                                  |
| Startrampe 9P113 (Luna M)                 | 4                                | 4                                | 4                                |
| Mittlere Panzer T 55                      | 214                              | 32                               | 101                              |
| Mittlere Panzer T 54                      | –                                | –                                | 113                              |
| Schützenpanzer BMP                        | 31                               | 30                               | 31                               |
| Schützenpanzerwagen 70/60P/152W1/PSH/50PK | 333                              | 41                               | 316                              |
| Geschütze und Geschoßwerfer               | 126                              | 17                               | 126                              |
| Brückenlegepanzer                         | 13                               | 2                                | 13                               |
| 20. motorisierte Schützendivision         |                                  |                                  |                                  |
| Startrampe 9P113 (Luna M)                 | 4                                | 4                                | 4                                |
| Mittlere Panzer T 72                      | 31                               | 31                               | 33                               |
| Mittlere Panzer T 55                      | 183                              | 39                               | 181                              |
| Schützenpanzer BMP                        | 31                               | 31                               | 31                               |
| Schützenpanzerwagen 70/60P/152W1/PSH/50PK | 333                              | 15                               | 317                              |
| Geschütze und Geschoßwerfer               | 126                              | 6                                | 36                               |
| Brückenlegepanzer                         | 13                               | 6                                | 13                               |

## Gliederung

### Krieg
Für die Mobilmachungsdivisionen waren im Fall ihrer Aufstellung jeweils vorgesehen:
- drei motorisierte Schützenregimenter (MSR)
  - 6. motorisierte Schützendivision
    - Motorisiertes Schützenregiment 11?
    - Motorisiertes Schützenregiment 12?
    - Motorisiertes Schützenregiment 13?

  - 10. motorisierte Schützendivision
    - Motorisiertes Schützenregiment 13
    - Motorisiertes Schützenregiment 14
    - Motorisiertes Schützenregiment 15

  - 17. motorisierte Schützendivision
    - Motorisiertes Schützenregiment 41
    - Motorisiertes Schützenregiment 42
    - Motorisiertes Schützenregiment 43

  - 19. motorisierte Schützendivision
    - Motorisiertes Schützenregiment 51
    - Motorisiertes Schützenregiment 52
    - Motorisiertes Schützenregiment 53

  - 20. motorisierte Schützendivision
    - Motorisiertes Schützenregiment 33
    - Motorisiertes Schützenregiment 34
    - Motorisiertes Schützenregiment 35

Weiterhin jeweils die folgenden Truppenteile, versehen mit der Nummer der Division:
- Panzerregiment
- Artillerieregiment
- Flak-Regiment
- Raketenabteilung
- Geschosswerferabteilung
- Aufklärungsbataillon
- Pionierbataillon
- Panzerjägerabteilung
- Nachrichtenbataillon
- Bataillon Materielle Sicherstellung
- Instandsetzungsbataillon
- Bataillon Chemische Abwehr (38 Bat.Nr.)
- Sanitätsbataillon
- Ersatzregiment

### Frieden
Die Ausbildungszentren 6, 10, 17 und 20 waren im Frieden entsprechend ihrer Aufgabe, Ausbildung von Unteroffizieren und Reservisten, in Fachrichtungen gegliedert, denen schon die Divisionsstruktur zugrunde lag.
Das Ausbildungszentrum 19 war als einziges nicht aus einer Unteroffiziersschule hervorgegangen und war deshalb von Anfang an anders gegliedert als die anderen Ausbildungszentren. Im Ausbildungszentrum 19 waren die folgenden Truppenteile bereits im Frieden vorhanden:
- Mot.-Schützenausbildungsregiment 30 (Burg)
- Mot.-Schützenausbildungsregiment 31 (Glöwen)
- Mot.-Schützenausbildungsregiment 32 (Burg)
- Panzerausbildungsregiment 19 (Burg)
- Artillerieausbildungsregiment 19 (Kliez)
- Flak-Ausbildungsregiment 19 (Burg)
- Raketenabteilung 19 (Klietz)
- Geschoßwerferausbildungsabteilung 19 (Kliez)
- Aufklärungsausbildungsbataillon 19 (Burg)
- Pionierausbildungsbataillon 19 (Havelberg)
- Panzerjägerausbildungsabteilung 19 (Klietz)
- Nachrichtenausbildungsbataillon 19 (Burg)
- Ausbildungsbataillon materielle Sicherstellung 19 (Burg)
- Instandsetzungsausbildungsbataillon 19 (Burg)
- Ausbildungsbataillon chemische Abwehr 19 (Havelberg)
- Sanitätsausbildungsbataillon 19 (Burg)

### Personalstärke
Die Mobilmachungsdivisionen/Ausbildungszentren hatten folgende Personalstärke:
| Bezeichnung   | Soll Krieg | Soll Frieden | Ist (1. Januar 1987) |
| ------------- | ---------- | ------------ | -------------------- |
| 6. MSD/AZ-60  | 14.601     | 992          | 1.380                |
| 10. MSD/AZ-10 | 14.545     | 1.304        | 1.706                |
| 17. MSD/AZ-17 | 14.557     | 1.008        | 1.410                |
| 19. MSD/AZ-19 | 14.589     | 3.033        | 2.276                |
| 20. MSD/AZ-20 | 14.601     | 1.645        | 1.892                |